# Neverbalna komunikacija
Neverbalna komunikacija je način sporazumevanja iz katerega so izvzete besede in izključeni simboli kot nadomestki besed. Raziskave kažejo, da se ljudje ne sporazumevajo le z besedami in da je v socialnih interakcijah kar 65 % celotne komunikacije neverbalne. Raba neverbalne komunikacije kot prenos informacij od ene osebe k drugi poteka večinoma na nezavedni ravni. Ton glasu (parajezik), stik s pogledom, izraz obraza (mimika), telesna drža, kretnje, dotik, medosebne bližine (proksemike) in obleka (lastna zunanja podoba) so nebesedni signali zajeti v neverbalno komunikacijo. Nebesedni signali s katerimi ljudje izražajo, ponazarjajo in označujejo čustva so pomemben del razumevanja neverbalnega vedenja in posledično prepoznavanja in interpretiranja nebesedne komunikacije.

## Parajezik
Ritem govorjenja, intonacija, ton glasu, jezikovni spodrsljaji, poudarki besed, premori, tišina so spremljevalci govorjenega jezika. Vse te dodatne informacije, ki označujejo lastnosti besed so sporočilno enakovredne izrečenim besedam. Čustva in čustvene situacije vplivajo na način izgovora besed. Parajezikovni znaki izražajo čustva (ljubezen, veselje, občudovanje, gnus, strah) izgovorjenih besed.

## Stik s pogledom
Skozi oči opazujemo svet okrog sebe. Stik s pogledom je izrazit in močan nebesedni signal v sporazumevanju. Stik s pogledom (vizualna blokada, razširjene in zožene zenice, direktni pogled, pogled postrani, mežikanje)  je neverbalni signal, ki vpliva na potek pogovora, daje povratne informacije tistemu, ki je govoril, vpliva na izražanje čustev in informiranje sogovornikov o tem v kakšnem odnosu sta.

## Izraz obraza
Izraz obraza odseva čustva, počutje in razpoloženje človeka. Izraz obraza sogovorcu pove, da ga poslušamo. Izraz obraza kot najbolj zaznaven del na telesu je pomemben prikazovalnik informacij pri komunikaciji. Obrazni izrazi so različni (sreča, presenečenje, strah, žalost, jeza, zanimanje, gnus), imajo številne variacije in se lahko hitro spreminjajo. Časovno krajši in pogosto skorajda neopazni so mikro izrazi (trajajo manj kot petino sekunde).

## Drža
Sporočila, ki jih posredujemo s telesno z držo so pogosto nezavedna. Napetost ali sproščenost človeka se odraža v telesni drži. Intenziteta čustev vpliva na določeno držo telesa, gibanje rok, na hitrost in način hoje. Samozavest človeka se kaže v vzravnani drži, dvignjeni bradi in nosu. Oseba, ki ima pred sabo določeno nalogo hodi naravnost in hitro, se ne ustavlja in je usmerjena v svoj cilj.

## Kretnje
S kretnjami pri komunikaciji besedam dodajamo dodatne informacije in pomen. Kretnje, premiki rok, nog in drugih delov telesa so nam v pomoč pri prikazu, poudarku in ilustraciji besed. Tudi z nezavednimi kretnjami posredujemo informacije o našem počutju (prestavljanje predmeta iz roke v roko).

## Dotik
Dotik je močan nebesedni signal, ki pri sporazumevanju označuje intimnost, bližino in hkrati sporoča tudi status osebe. Z dotikom, predvsem z načinom dotika posredujemo različna sporočila (prijaznost, nežnost, poželenje...). Dotik lahko povzroči različne čustvene reakcije. 

## Medosebne bližine (proksemike)
Del neverbalne komunikacije je naš osebni prostor in naš skupni prostor. Kadar smo poleg druge osebe si izoblikujemo osebni prostor, ki ga zamejujejo nevidne meje. Pogovorna razdalja nam daje občutek varnosti. Nespoštovanje osebnega prostora  lahko izzove negativna čustva, stres, jezo, fizično agresivnost. Podobno velja tudi, če nekdo krši naš skupni prostor.

## Obleka
V neverbalni komunikaciji obleka naredi prvi vtis in okolici posreduje namensko sporočilo. Trditev, da obleka naredi človeka, na osnovi katere ocenjujemo ljudi je stereotipna in lahko tudi napačna, če z ljudmi, samo zaradi tega, ker se podobno oblačijo ravnamo na isti način. Uniforma (barva in kroj) določa in označuje vlogo posameznika v družbi.

## Neverbalna komunikacija na internetu
Na spletnih straneh, kjer ni spletnih kamer ali drugih video stikov se srečujemo z različnimi oblikami neverbalne komunikacije. Internetna stran, ki si jo ogledujemo nam z vizualno podobo, izbrano pisavo, barvo strani, fotografijami in oblikovno urejenostjo posreduje neverbalna sporočila. Tudi v elektronskem sporočanju je veliko neverbalne komunikacije. Neverbalna internetna sporočila so zavedna, ko pošiljatelj sporočilo opremi z izbranim simbolom, ki odslikava njegovo čustveno stanje (simbol za nasmeh) ali nezavedna, ko izbor pisave, hitrost odgovora, znaki, ki jih pošiljatelj uporablja, raba določenih besed, skrb za jezik odkriva veliko neverbalnih sporočil.

## Neverbalno medkulturno komuniciranje
Medkulturno komuniciranje, katerega temeljni pogoj je uporaba skupnega jezika pomeni sporazumevanje z ljudmi, ki pripadajo in živijo v drugi kulturi ali drugi mikrokulturi (starostna, poklicna...). Razlogi za nesporazume v medkulturnem komuniciranju so lahko posledica neupoštevanja pravil uporabe določenih jezikovnih oblik v različnih jezikovnih skupinah (točnost ni enačaj za vljudnost v Braziliji). Razlike v medkulturnem komuniciranju se odražajo tudi v neverbalnem sporazumevanju. Nepoznavanje neverbalnega jezika drugih kultur lahko povzroči nezaupanje in celo odklanjanje drugih kultur in mikrokultur (znak s palcem navzgor ima v različnih kulturah različen pomen). Razlike v neverbalnem medkulturnem komuniciranju se odražajo v različnih dojemanjih implicitnih pravil prostorske razdalje, neposrednega očesnega stika, intenzitete izražanja čustev, načinih samopredstavljanja, izražanju kritike in razlik v spolu.